# Postzeitungsamt

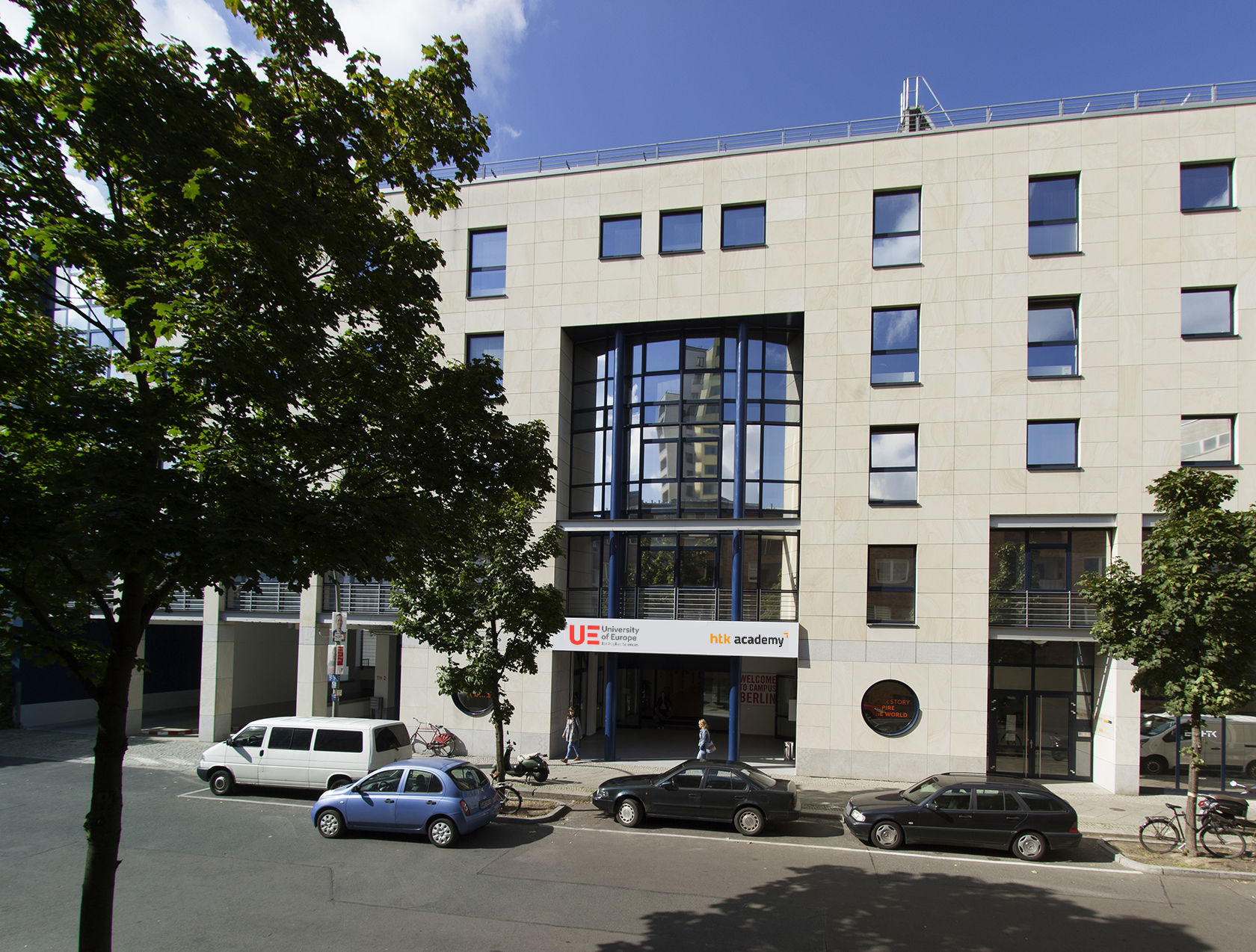
UE Campus Berlin, 2022

Das Postzeitungsamt war eine dem Reichspostamt unmittelbar unterstellte, von einem Postdirektor geleitete Behörde. Das Amt war betraut mit der Wahrnehmung der Geschäfte einer Verlagspostanstalt für sämtliche in Berlin erscheinenden und zum Inlandsvertrieb angemeldeten Zeitungen und Zeitschriften sowie für die vom Gesetzsammlungsamt (später Reichsverlagsamt) verlegten Blätter (Reichsgesetzblatt, Preußische Gesetzsammlung, vier Verordnungsblätter des Reichsfinanzministeriums). Es war zugleich Zentral- und Auskunftsstelle für die das ganze Reichspostgebiet berührenden Angelegenheiten des in- und ausländischen Zeitungsvertriebs.

## Vorgeschichte
Am 1. Januar 1822 wurde das Königliche Zeitungs-Komtoir gegründet, das 1825 mit dem preußischen Gesetzsammlungs-Debits-Komtoir vereinigt wurde. Nach der Reichsgründung 1871 und der Vereinheitlichung des Postwesens zur Reichspost wurde es zum Kaiserlichen Post-Zeitungsamt. Es hatte anfänglich seinen Sitz im Gebäude Leipziger Straße 16.

## Gebäude
Wegen fehlender Möglichkeiten zur Erweiterung an der Leipziger Straße wurden bereits 1892/1893 Mittel zum Ankauf eines geeigneten L-förmigen Grundstücks von 5.026 m² zwischen Dessauer Straße (östlich) und Königgrätzer Straße (nördlich, heutige Stresemannstraße) bewilligt und dort ein Neubau geplant, der verkehrsgünstig in der Nähe zweier wichtiger Bahnhöfe lag (Anhalter Bahnhof und Potsdamer Bahnhof). Nach etwa 17 Monaten Bauzeit bezog das Postzeitungsamt am 16. März 1895 den Neubau Dessauer Straße 4/5, der nach einem Entwurf des Geheimen Postrats Ernst Hake unter Oberleitung durch Postbaurat Heinrich Techow und örtlicher Bauleitung durch Regierungsbaumeister Hermann Robrade ausgeführt wurde.
Das Dienstgebäude des Postzeitungsamts belegte nur den südlichen Grundstücksteil und bestand aus Vorderhaus, Mittelbau und Hinterhaus. Das dreigeschossige Vorderhaus hatte im Erdgeschoss einen Verkaufsraum für die Gesetzblätter, einen Erfrischungsraum sowie den Annahmeraum mit Vorhalle zu dem im Mittelbau anschließenden Versendungssaal. Daran anschließend befand sich im Hinterhaus der etwa 200 m² große Packraum (Paketsammel- und Verladestelle). Im 1. Obergeschoss des Vorderhauses befanden sich das Direktoren-Zimmer, die Registratur, das Amtszimmer und die Kanzlei. Im Mittelbau befand sich in diesem Geschoss ein ebensogroßer Versendungssaal wie darunter. Beide waren durch Aufzüge und Gleitbahnen mit den darunterliegenden Betriebsräumen verbunden. Das 2. Obergeschoss diente zur Unterbringung der übrigen Büros, der Kasse und der Buchhalterei. Im Dachgeschoss lagen unter anderem auch zwei Wohnungen für Unterbeamte. Das Dienstgebäude wich an der Dessauer Straße um einige Meter aus der Bauflucht der geschlossenen Bebauung zurück, so dass ein eingefriedeter Vorhof entstand, der beiderseits von den fensterlosen Brandwänden der benachbarten Häuser begrenzt wurde.
Von 1907 bis 1913 erfolgten zwei Erweiterungen, deren Umfang und Lage nicht genauer bekannt sind. Im Zweiten Weltkrieg wurde das Postzeitungsamt bis auf einige Nebengebäude zerstört. Heute befindet sich auf dem Gelände die University of Europe for Applied Sciences.